# ذا شيب
ذا شيب (بالإنجليزية: The Ship )‏ هي لعبة تصويب منظور شخص أول من تطوير شركة أوتر لايت، صدرت اللعبة في 11 يوليو 2006 على منصة ستيم.